# رولاند نیلسون
رولاند نیلسون (سوئدی: Roland Nilsson؛ زادهٔ ۲۷ نوامبر ۱۹۶۳) بازیکن سابق و مربی فوتبال اهل سوئد است.
از باشگاه‌هایی که در آن بازی کرده‌است می‌توان به باشگاه فوتبال گوتبورگ، باشگاه فوتبال کاونتری سیتی، باشگاه فوتبال هلسینگبورگس، و باشگاه فوتبال شفیلد ونزدی اشاره کرد.
وی همچنین در تیم‌های ملی فوتبال زیر ۲۱ سال سوئد و سوئد بازی کرده‌است.
وی در مسابقات کشوری و بین‌المللی در مجموع برندهٔ ۱ مدال برنز شده‌است.